# Durbek Amanov
Durbek Amanov (* 9. Oktober 1965 in Taschkent) ist ein usbekischer Mediziner und Diplomat.  Von 2013 bis 2017 war er Botschafter Usbekistans in Deutschland.

## Leben

### Studium
Amanov studierte zunächst von 1991 bis 1993  am Staatlichen Medizinischen Institut in Taschkent und wurde in Medizin promoviert. Von 1993 bis 1995 absolvierte er ein Studium für internationale Beziehungen an der Universität für Weltwirtschaft und Diplomatie in Taschkent und danach  auch ein Studium für wirtschaftliche Diplomatie in Neu-Delhi. 

### Diplomatische Laufbahn
Amanov war von  1998 bis 2000 Zweiter Sekretär an der usbekischen Botschaft in Washington und von 2004 bis 2007 Stellvertretender Botschafter in Wien. Nachdem er von 2010 bis 2013 Generalkonsul  in New York war, wurde von 2013 bis 2017 usbekischer Botschafter in Deutschland.

### Privates
Amanov ist verheiratet und Vater von drei Kindern.